# Montpelerinská společnost
Montpelerinská společnost (anglicky Mont Pelerin Society, francouzsky Société du Mont-Pèlerin) je mezinárodní sdružení liberálních či ultraliberálních ekonomů založené v roce 1947 Fridrichem Augustem von Hayekem. Nese jméno po místě prvního setkání, švýcarském letovisku Mont Pèlerin.

## Historie

### Mont Pèlerin 1947
V průběhu hospodářské krize třicátých let byla vypracována v USA hospodářská politika zvaná New Deal, koncipovaná částečně v souladu se sociálně orientovanou teorií anglického ekonoma Johna Maynarda Keynese. Po druhé světové válce se v kontinentální západní Evropě začal rozvíjet systém sociálního státu a hospodářství s vyššími daněmi, tržními regulacemi a sociálními programy. Na východ od hranic Západního Německa, tedy ve střední a východní Evropě vznikl v mocenské sféře Sovětského svazu diktátorský socialismus se zestátněným plánovaným hospodářstvím. Liberální ekonomové oba systémy považovali za problematické a ohrožující individuální svobodu a volný trh. Socialismus sovětského typu ovšem vnímali jako potenciálně mnohem větší nebezpečí, ale západní Evropa mu díky poválečnému rozložení sil ve světě nebyla bezprostředně vystavena.
Původem rakouský liberální ekonom Friedrich August von Hayek již v roce 1944 sepsal své myšlenky na podporu ekonomické a politické svobody v knize Cesta do otroctví. O tři roky později sezval 39 ekonomů, historiků a filozofů do švýcarského letoviska Mont Pèlerin nedaleko Ženevského jezera na desetidenní jednání (ve dnech 1.–10. dubna 1947). Mezi zúčastněnými na této konferenci byli např. ekonomové Milton Friedman, Ludwig von Mises, Karl Popper, pozdější kancléř Spolkové republiky Německo a profesor ekonomie Ludwig Erhard a také Otto von Habsburg.
Z tohoto setkání vzešla skupina, která si dala název Montpelerinská společnost a která se stala jednou z nejprestižnějších ekonomicko-liberálních společností západního světa.
Skupina sepsala prohlášení o svých cílech, v němž vyzdvihla význam víry v soukromé vlastnictví a volnou tržní soutěž. Nesnažila se deklarovat žádné konkrétní politické cíle, nechtěla se spojovat se žádnou politickou stranou, usilovat o propagandu nebo prosazovat ortodoxní postoje. Chtěla především poskytnout prostor k výměně názorů. Sám Hayek se zásadně snažil stát stranou politiky a nechtěl být součástí nějaké školy či hnutí. Byl přesvědčen, že nikoli politická praxe, nýbrž myšlenky z dlouhodobého pohledu formují společnost.

### Další vývoj
Montpelerinská společnost začala pořádat setkání jednou za rok či dva; od 70. let se frekvence ustálila na dvouleté periodě. Kromě valných shromáždění se od poloviny 60. let konají také nepravidelná regionální shromáždění a od konce 70. let i mimořádná setkání. Akce se konají v různých velkých městech Evropy a světa. Jedno z regionálních shromáždění proběhlo v roce 1991 v Praze, o deset let později v Bratislavě. V Praze se pak uskutečnilo dosud poslední valné shromáždění společnosti v září 2012.
Tomáš Lindner uvádí, že v 60. letech se společnost radikalizovala. Oproti německým liberálům (Ludwig Erhard, Alfred Müller-Armack), kteří hájili význam státu při prevenci monopolů a kartelů, získali na vlivu američtí ekonomové řídící se principem „čím slabší stát, tím lepší trh“.

### Zlatá éra liberalismu
Členové společnosti zakládali soukromé instituty propagující principy minimálního státu a nízkých daní. Ty publikovaly studie, analýzy a komentáře, pořádaly konference. Z menšinového myšlenkového proudu se v 80. letech stal proud většinový. Ve Velké Británii ovlivnili Margaret Thatcherovou, v USA Ronalda Reagana. Mezi lety 1982 a 1992 pět členů společnosti získalo Nobelovu cenu za ekonomii. Začátkem 90. let se těmito ideami inspirovali reformátoři východoevropských postkomunistických zemí, včetně tehdejšího federálního ministra financí ČSFR a později českého premiéra a prezidenta Václava Klause. Ten se stal členem společnosti v roce 1990.
Členská základna společnosti se rozrostla z necelých 50 na více než 500 osobností. Členství lze přitom získat jen na pozvání. Kromě již zmíněných spoluzakladatelů byli v této společnosti též Margaret Thatcherová, francouzský ministr financí Alain Madelin, belgický ministr hospodářství Jacques Van Offelen nebo hlavní poradci Borise Jelcina. Ivan Štampach zmiňuje i předpokládané členství ekonomických poradců Vladimira Putina.
Společnost na svém webu uvádí držitele Nobelovy ceny za ekonomii z řad svých členů, kromě Hayeka a Miltona Friedmana to jsou: George Stigler, James M. Buchanan, Maurice Allais, Ronald H. Coase, Gary Becker a Vernon L. Smith. Zakladatel Hayek byl známý svým teoretickým sporem s Johnem Maynardem Keynesem, Buchanan je čelným představitelem školy veřejné volby.
Z českých členů je znám i bývalý děkan Národohospodářské fakulty VŠE a člen NERV Jiří Schwarz (členství od roku 1994, od roku 2010 je členem správní rady). Schwarz zároveň předsedal Liberálnímu institutu, českému think-tanku klasického liberalismu, který mimo jiné organizoval pražskou konferenci Montpelerinské společnosti v roce 2012.

### Slábnoucí vliv společnosti
Tomáš Lindner píše, že v souvislosti s častým označováním deregulace trhů za příčinu finanční krize v 21. století a s vlivem neoliberálních principů na rostoucí nerovnost společenských vrstev „je doba vrcholu Montpelerinské společnosti zřejmě pryč“. Dokládá to i tím, že člen společnosti dostal Nobelovu cenu naposledy v roce 2002 a ve vrcholné politice zůstává podle něj jen Václav Klaus. Nepřímo to potvrdil i sám Václav Klaus ve svém pražském projevu: „Nečekal jsem, že obrana myšlenek kapitalismu, volného trhu a minimálního státu bude tak slabá.“

## Prezidenti
Friedrich August von Hayek vedl společnost po dobu 14 let. Poté se jeho následovníci začali ve vedení střídat přibližně po dvou letech. Montpelerinská společnost uvádí na svých stránkách přehled dosavadních prezidentů správní rady:
- Friedrich August von Hayek, Velká Británie, 1947–1961
- Wilhelm Ropke, Švýcarsko, 1961–1962
- John Jewkes, Velká Británie, 1962–1964
- Friedrich Lutz, Německo, 1964–1967
- Bruno Leoni, Itálie, 1967–1968
- Günter Schmölders, Německo, 1968–1970
- Milton Friedman, USA, 1970–1972
- Arthur Shenfield, Velká Británie, 1972–1974
- Gaston Leduc, Francie, 1974–1976
- George Stigler, USA, 1976–1978
- Manuel Ayau, Guatemala, 1978–1980
- Chiaki Nishiyama, Japonsko, 1980–1982
- Baron Ralph Harris, Velká Británie, 1982–1984
- James Buchanan, USA, 1984–1986
- Herbert Giersch, Německo, 1986–1988
- Antonio Martino, Itálie, 1988–1990
- Gary Stanley Becker, USA, 1990–1992
- Max Hartwell, Velká Británie, 1992–1994
- Pascal Salin, Francie, 1994–1996
- Edwin J. Feulner, USA, 1996–1998
- Ramon P. Diaz, Uruguay, 1998–2000
- Christian Watrin, Německo, 2000–2002
- Leonard P. Liggio, USA, 2002–2004
- Victoria Curzon-Price, Švýcarsko, 2004–2006
- Greg Lindsay, Austrálie, 2006–2008
- Deepak Lal, USA, 2008–2010
- Kenneth Minogue, Velká Británie, 2010–2012
- Allan Meltzer, USA, 2012–2014
- Pedro Schwartz Girón, Španělsko, 2014–2016
- Peter J. Boettke, USA, od roku 2016

## Finanční podpora
Činnost sdružení od počátku finančně podporuje kansaská nadace William Volker Fund, která financovala již americkou účast na setkání v Mont Pèlerin. V té době byla nadace vedena Haroldem Luhnowem, zakladatelovým synovcem a pozdějším členem Montpelerinské společnosti. Nadace podporovala i volnotržní časopisy a knihy vydávané chicagskou školou a financovala vlivnou Foundation for Economic Education (FEE), která zaměstnávala Ludwiga von Mises.